# Хагані Мурвет огли Гусейнлі
Хагані Мурвет огли Гусейнлі (Гусейнов) (11 серпня 1955 — 18 червня 2015) — азербайджанський та український громадський і політичний діяч.
Народився в місті Агдам (Азербайджан). Закінчив Національний авіаційний університет (на той момент Київський інститут інженерів цивільної авіації). Проходив військову службу в Україні в Ракетних військах СРСР. З 1982 по 1984 рр. навчався у Військовій академії, по кваліфікації керівник групи з обслуговування ядерних боєголовок.
З початком національно-визвольного руху в Азербайджанській РСР, примкнув до народного руху. Був одним з членів штабу оборони Народного Фронту Азербайджану (НФА), згодом був призначений головою Виконавчої влади Низаминського району міста Баку (липень 1992 – липень 1993).
У квітні 1996 року був призначений заступником генерального директора творч-виробничого об'єднання "Азертеатр" з комерційних питань. У лютому 1997 р покинув цю посаду.
Після падіння влади НФА був одним із засновником Руху звільнення Карабаху. Був одним з керівників Народного Фронту (член президії меджлісу 1996-2005). З 1997 по 2004 керував Центром Стратегічних досліджень в Баку, з 2004 р віце-президент азербайджанської Організації північно-атлантичного співробітництва. У 2003 році був одним із засновників політичного блоку «Наш Азербайджан». Згодом переїхав до України, і зайнявся громадською діяльністю, брав активну участь у формуванні організації азербайджанської діаспори.
У 2008 Хагані Гусейнлі організував роботу друкованого видання діаспори "Газети Голос Азербайджану", залучаючи до його роботи досвідчених журналістів. Газета, головним редактором якої він був, виходила українською, азербайджанською та російською мовами. З 2011 року він стає главою виконавчої ради Конгресу азербайджанців України, а з 2012 р членом президії та директором департаменту національностійі національних меншин Всеукраїнської спілки робітників-мігрантів в Україні та за її межами. З 30 жовтня Гусейнлі призначали заступником голови цієї організації.
Напередодні «помаранчевої революції» був радником глави громадянської організації «ПОРА» Владислава Каськіва. У період виборчої кампанії виборів президента України 2004 року, був головою виборчого штабу «Наша Україна» в Криму. Після перемоги Віктора Ющенка, став позаштатним консультантом президента України.
З 2007 по 2010 рр. він був радником Посла Азербайджанської Республіки в Україні з політичних питань.
Хагані Гусейнлі докладав великих зусиль для розвитку азербайджанської діаспори, ставши одним з керівників Конгресу азербайджанців України. У 2008 р. він став випускати газету азербайджанської громади «Голос Азербайджану», ставши її головним редактором.
У період Євромайдану Хагані Гусейнлі надавав усебічну підтримку демонстрантам і азербайджанцям, які брали участь в ній. З початком бойових дій на сході України, Х. Гусейнлі надавав організаційну підтримку добровольцям з Азербайджану, що воювали на боці України. У серпні 2014 року Гусейнлі звертається до президента Петра Порошенка з проханням дозволити створення інтернаціонального батальйону для захисту територіальної цілісності України у складі збройних сил країни.
Хагані Гусейнлі помер 18 червня 2015 року у Києві (за іншими даними в рідному будинку в Дніпропетровській області[джерело?]) в результаті широкого інфаркту.
Хагані Гусейнлі був одружений, мав двох дочок і онуків. Він є автором книги "Військово-політичний аналіз Карабаського конфлікту" (1999 р) і більш 60 наукових публікацій.